# Норенков, Денис Олегович
Дени́с Оле́гович Норенко́в (укр. Денис Олегович Норенков; род. 25 июля 1996, Одесса) — украинский футболист, полузащитник клуба ЛНЗ.

## Клубная карьера
Футбольную карьеру начинал в Одессе, выступая в ДЮФЛ за местный «Черноморец». Во второй половине сезона 2010/11 перебрался в киевское «Динамо». Воспитанник академии столичного клуба.
Дебютировал за клуб 31 июля 2013 в юношеском первенстве в матче против киевского «Арсенала» (1:2). Так и не пробившись в первую команду «бело-синих», летом 2015 Денис вернулся в «Черноморец», где также следующие полтора сезона выступал исключительно в молодежном чемпионате (33 матча, 5 голов). В марте 2017 был отдан в аренду в клуб Первой лиги «Гелиос», в составе которого и дебютировал на профессиональном уровне, сыграв в 7 матчах.
Летом 2017 вернулся в одесский «Черноморец». 22 июля 2017 дебютировал в Премьер-лиге в матче против каменской «Стали» (0:1). Всего в июле-августе Норенков сыграл два матча в национальном чемпионате, но из-за увольнения главного тренера клуба Александра Бабича покинул клуб и вскоре вернулся в первую лигу, став игроком другой одесской команды «Жемчужины». 6 июля 2018 стало известно что одесский «Черноморец» подписал Норенкова. 23 мая 2020 года стало известно, что полузащитник больше не будет выступать в составе «Черноморца». 22 июня стало известно, что Норенков подписал контракт с командой «Волынь». Дебютировал в новой команде футболист в игре против бывшего клуба «Черноморец», выйдя на замену вместо Ростислава Волошиновича.